# Ferrovia del Gornergrat
La ferrovia del Gornergrat (in tedesco Gornergratbahn, acronimo GGB) è una linea ferroviaria a trazione elettrica, a scartamento metrico e a cremagliera, che collega Zermatt al Gornergrat nella regione del Monte Rosa. Gestita dalla società ferroviaria omonima privata svizzera, è la seconda ferrovia più alta d'Europa, superata solo dalla ferrovia della Jungfrau che raggiunge una maggiore altitudine.

## Storia
Sin dalla metà del XIX secolo il Gornergrat era una località turistica rinomata; nel 1890 (prima ancora del completamento della ferrovia Visp-Zermatt) venne richiesta la concessione per una linea verso la vetta, insieme a quella per una ferrovia verso il Cervino. Accordata la concessione da parte dell'Assemblea federale nel 1892, nel 1896 si costituì la Société du chemin de fer du Gornergrat (Gornergrat-Bahn-Gesellschaft) (GGB) con sede a Sion e iniziarono i lavori di costruzione.
La ferrovia del Gornergrat venne inaugurata il 20 agosto del 1898, prima ferrovia a cremagliera a trazione elettrica della Svizzera, con il preciso scopo di rendere possibile l'accesso al grandioso ghiacciaio del Gorner e la vista di uno tra i più bei panorami alpini. La costruzione richiese un impegno eccezionale dato che i lavori si potevano svolgere solo per un breve periodo dell'anno a causa delle condizioni climatiche proibitive di quelle altitudini. La manodopera impiegata, fino a 1100 unità, fu in prevalenza italiana. L'esercizio venne affidato alla ditta Haag & Greulich; la GGB lo riprese dal 1° giugno 1901. Dal 1° giugno 1909 la linea venne prolungata di 310 metri, fino ad una nuova stazione situata a 3089 metri sul livello del mare.
Fino al 1927 la ferrovia era esercitata solo d'estate: con lo sviluppo degli sport invernali si decise di aprire dal 1928 la linea fino a Riffelalp nei mesi invernali; negli anni successivi l'esercizio invernale venne prolungato sino a Riffelboden e dal 1938 (a intermittenza) sino a Riffelberg. In seguito alla costruzione di una galleria paravalanghe a Riffelbord la ferrovia è aperta tutto l'anno per tutta la sua estensione dal marzo 1942.
Tra il 1962 e il 1965 venne raddoppiata una tratta di 2534 metri tra Riffelberg e il Gornergrat (fino a Gifthüttli, oltre Rotenboden); a fine 1978 venne raddoppiata la tratta Riffelalp-Riffelboden e nel 1986 la tratta tra Gifthüttli e il Gornergrat.
Nel 1996 la concessionaria spostò la propria sede sociale a Zermatt e cambiò ragione sociale in Gornergrat-Monte Rosa-Bahnen; nell'aprile 2005 la ragione sociale divenne Gornergrat Bahn AG, e sul finire di quell'anno la BVZ Holding (holding quotata alla borsa di Zurigo cui fa capo anche la Matterhorn-Gotthard-Bahn) divenne azionista al 100% della società, la quale venne fusa con la Matterhorn Gotthard Bahn-Tours mantenendo la ragione sociale Gornergrat Bahn AG (la "vecchia" società venne sciolta). BVZ Holding (e prima ancora la Briga-Visp-Zermatt che aveva creato la BVZ Holding nel 1999) e Gornergratbahn condividevano da oltre ottant'anni la direzione.

## Caratteristiche
La ferrovia, a scartamento metrico, è lunga 9,339 km, interamente a cremagliera tipo Abt, ed è elettrificata a corrente alternata trifase con la tensione di 725 V; la pendenza massima è del 200 per mille. È a doppio binario tra Riffelalp e Riffelboden e tra  Riffelberg e il Gornergrat.

### Percorso

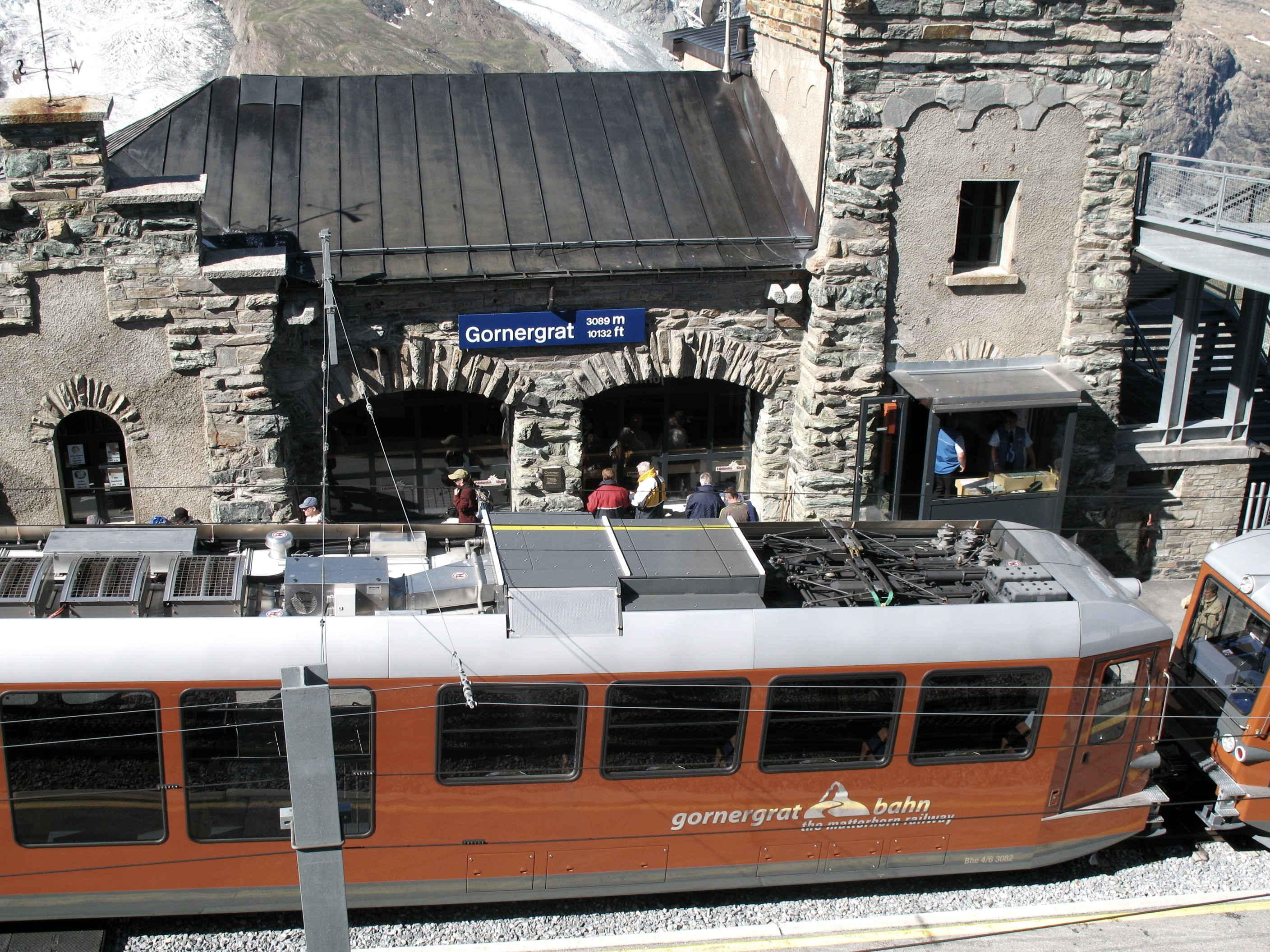
La stazione di Gornergrat

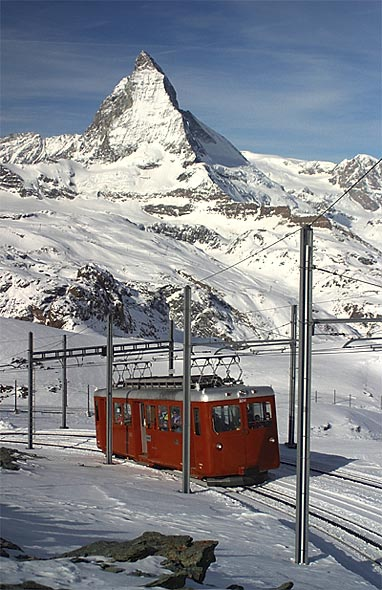
Un'elettromotrice nei pressi della stazione di Gornergrat

| Unknown route-map component "c" | Unknown route-map component "STRc2" | Unknown route-map component "cd" + Unknown route-map component "STR3+l" | Unknown route-map component "c" + Unknown route-map component "STR+l" | Unknown route-map component "cdSTRq" | Unknown route-map component "dCONTfq" |

| Unknown route-map component "KBHF1" + Unknown route-map component "HUBaq" | Head station + Unknown route-map component "STRc4" + Unknown route-map component "HUBeq" | Unknown route-map component "vSTR-" |

|  | Unknown route-map component "SHI3g+l" | Unknown route-map component "vSHI3r-" |

| Unknown route-map component "hKRZWae" |

| Unknown route-map component "hKRZWae" |

| Stop on track |

| Enter and exit tunnel |

| Enter and exit tunnel |

| Enter and exit tunnel |

| Enter and exit tunnel |

| Unknown route-map component "uCONT4+f" | Straight track |  |

| Unknown route-map component "uKHSTe" + Unknown route-map component "HUBaq" | Station on track + Unknown route-map component "HUBeq" |  |

| Enter and exit tunnel |

| Stop on track |

| Stop on track |

| End station |

## Materiale rotabile
La linea venne dotata fin dall'inizio di materiale rotabile elettrico costruito dall'impresa svizzera SLM di Winterthur. Tre locomotive a due assi della potenza di 130 kW, a 550 volt corrente alternata, con l'ausilio della cremagliera a sistema Abt, ognuna accoppiata a una carrozza, permettevano di superare le pendenze esistenti del 200 per mille. Nel 1908 venne acquisita una quarta composizione locomotiva-carrozza; nel 1930 venne innalzata la tensione di alimentazione a 725 volt e acquisita un'ulteriore locomotiva, mentre nel secondo dopoguerra venne potenziato il parco rotabili in varie riprese acquisendo dapprima, dal 1947 al 1961, 12 elettromotrici a carrelli più potenti e veloci, cui si affiancarono dal 1965 due automotrici articolate (cui se ne aggiunsero altre due negli anni Settanta), altri due convogli composti da automotrice e carrozza semipilota nel 1981, quattro elettrotreni nel 1993, altri quattro, più veloci e a pianale ribassato nel 2006 e una nuova serie nel 2022.

### Materiale motore - prospetto di sintesi
| Tipo                   | Unità             | Anno di costruzione | Costruttore | Note |
| ---------------------- | ----------------- | ------------------- | ----------- | --- |
| Locomotiva a vapore    | H 2/3 8           | 1892                | SLM         | ex Chemin de fer du Revard, acquistata nel 1897, ceduta nel 1920 alla ferrovia Monistrol-Montserrat                                                                               |
| Locomotive elettriche  | He 2/2 1÷3        | 1898                | SLM-BBC     | rinumerate 3001÷3003, 3002 radiata nel 2007 e monumentata a Täsch, 3001 radiata nel 2021 e monumentata a Zermatt, 3003 radiata nel 2023 e monumentata sul Gornergrat              |
| Locomotiva elettrica   | He 2/2 4          | 1908                | SLM-BBC     | radiata nel 1966 |
| Locomotiva elettrica   | He 2/2 5          | 1930                | SLM-BBC     | radiata nel 1963 |
| Automotrici elettriche | Bhe 2/4 101÷112   | 1947-61             | SLM-BBC     | rinumerate 3011÷3022; 3015 trasformata in automotrice-bagagliaio Dhe 2/4, 3017 trasformata in rotabile di servizio Xhe 2/4, 3021 restaurata, le altre accantonate tra 2007 e 2022 |
| Automotrici elettriche | Bhe 4/8 3041÷3044 | 1965-74             | SLM-BBC     | accantonate nel 2022-2023 |
| Automotrici elettriche | Bhe 4/8 3051÷3054 | 1993-94             | SLM-ABB     | |
| Automotrici elettriche | Bhe 4/4 3061÷3062 | 1981                | SLM-BBC     | |
| Automotrici elettriche | Bhe 4/6 3081÷3084 | 2006-07             | Stadler     | |
| Automotrici elettriche | Bhe 4/6 3091÷3095 | 2022                | Stadler     | |